# Saint-Marcel-de-Careiret
Saint-Marcel-de-Careiret is een gemeente in het Franse departement Gard (regio Occitanie). De plaats maakt deel uit van het arrondissement Nîmes. Saint-Marcel-de-Careiret telde op 1 januari 2022 873 inwoners.

## Geografie
De oppervlakte van Saint-Marcel-de-Careiret bedroeg op 1 januari 2022 10,17 vierkante kilometer; de bevolkingsdichtheid was toen 85,8 inwoners per km².

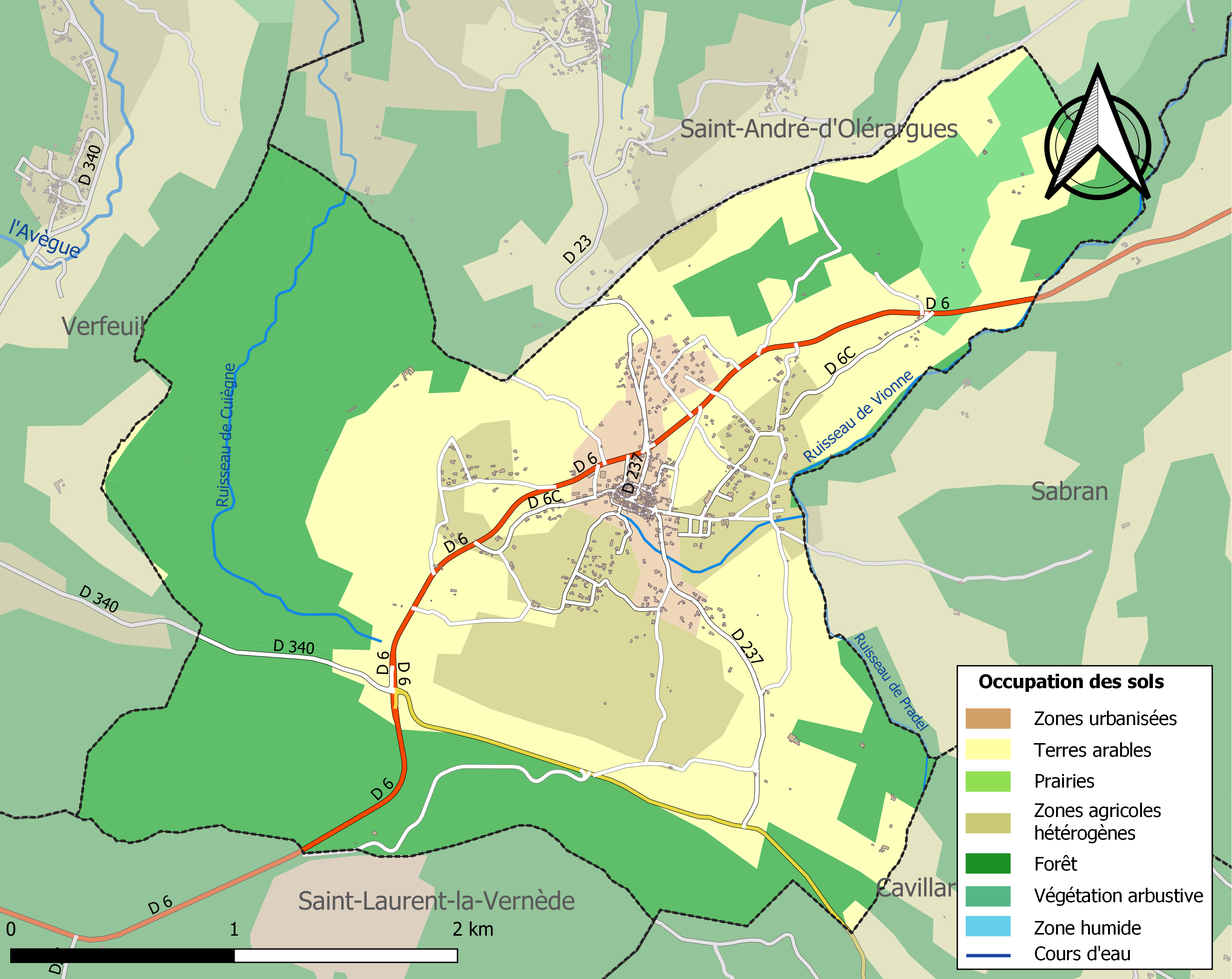
Kaart van de gemeente met belangrijkste infrastructuur, bodemgebruik en omliggende gemeenten

## Demografie
Onderstaande figuur toont het verloop van het inwonertal (bron: INSEE-tellingen).